# Стів Поркаро
Стів Поркаро (англ. Steve Porcaro; 2 вересня 1957, Гартфорд) — американський музикант, клавішник, композитор, учасник гурту «Toto». Володар трьох нагород «Греммі», включаючи «Запис року» за пісню «Rosanna» і «Альбом року» за «Тото IV».
Поркаро був сесійним музикантом на записах гуртів «Yes» (альбоми «Union» та «Open Your Eyes») та «Jefferson Airplane» (на їх одноіменному альбомі-возз'єднанні 1989 року). Також був учасником короткочасного гурту Кріса Сквайра, «The Chris Squire Experiment», у 1992 році.